# Meja Mwangi
Meja Mwangi (* 27. Dezember 1948 in Nanyuki, Kenia) ist ein kenianischer Schriftsteller. Er gilt neben Ngũgĩ wa Thiong’o als wichtigster Schriftsteller seines Landes. 1992 erhielt er den Deutschen Jugendliteraturpreis.

## Leben
Meja Mwangi besuchte die Nanyuki Secondary School, wo er auch Abitur machte. Anschließend arbeitete er zunächst als technischer Angestellter für die French Broadcasting Corporation und beim British Council in Nairobi. Dann brachte ihn das Buch Weep Not, Child seines späteren Mentors Ngugi wa Thiong'o zum Schreiben. 1971 immatrikulierte er sich am Kenyatta-College in Nairobi und startete seine ersten Schreibversuche.
Mwangi ist ein Kikuyu. Sein Geburtsstädtchen Nanyuki liegt unmittelbar im Gebiet des großen Mau-Mau-Aufstands gegen die britische Kolonialmacht. Diese Zeit hat besonders den Anfang seines literarischen Schaffens geprägt, etwa in seinem Buch Wie ein Aas für Hunde (1974), in dem er das Leben und den tragischen Untergang des Mau-Mau-Generals Haraka in den undurchdringlichen Wäldern am Mount Kenya nachzeichnete. Heute kann man in der Nähe von Nanyuki noch einige gut versteckte Höhlen besuchen, in denen die Freiheitskämpfer jahrelang hausten.
Seit dem großen Erfolg, den sein erstes Buch Kill Me Quick (= ironische Bezeichnung der Slumbewohner für den Changaá, einen schwarz gebrannten und oft gesundheitsgefährdenden Schnaps) 1973 hatte und das daraufhin mit dem Jomo Kenyatta Award ausgezeichnet wurde, arbeitet er als freier Schriftsteller. Sein literarisches Schaffen ist breit gefächert; es umfasst in viele Sprachen übersetzte Romane, Kinderbücher, Filme und Theaterstücke, die die aktuellen sozialen Themen seines Landes in sehr realistischer Form aufgreifen. So thematisiert er in Nairobi, River Road die Verelendung der Landbevölkerung im Glanz der Großstadtlichter und in Die achte Plage den in Afrika oft noch tabuisierten Umgang mit Aids. Dabei bedient er sich ganz anders als sein Mentor Ngugi eines fast amerikanischen Sprachduktus.
Er schrieb nicht nur, sondern arbeitete auch an großen Filmprojekten wie Jenseits von Afrika (Regieassistenz bei Sydney Pollack) mit, die in Kenia realisiert wurden. Für den nigerianischen Film Cry Freedom von 1981 schrieb er das Drehbuch.

## Werke

### In deutscher Übersetzung erschienen
- Carcase for Hounds (1974; dt. Wie ein Aas für Hunde. Reclam, Leipzig 1985).
- Going Down River Road (1976; dt. Nairobi, River Road. Unionsverlag, Zürich 1982).
- The Bushtrackers (1979; dt. Die Wilderer. Unionsverlag, Zürich 2001).
- The Cockroach Dance. 1979.
  - Tanz der Kakerlaken; Dt. von Jutta Himmelreich. Peter-Hammer-Verlag, Wuppertal 2015. ISBN 978-3-7795-0528-0.
- Weapon of Hunger (1989; dt. Mister Rivers letztes Solo. Peter-Hammer-Verlag, Wuppertal 1995).
- Little White Man (Nairobi, 1990; neuer Titel: Mzungu boy. Toronto, 2005; dt. Kariuki und sein weißer Freund. Lamuv, Göttingen 1991).
- Striving for the Wind (1990; dt. Narben des Himmels. Peter-Hammer-Verlag, Wuppertal 1992).
- The Last Plague (2000; dt. Die achte Plage. Peter-Hammer-Verlag, Wuppertal 1997).
- The Boy Gift (2006; dt. Happy Valley. Peter-Hammer-Verlag, Wuppertal 2006).
- Mama Dudu, the Insect Woman (2007; dt. Das Buschbaby. Peter-Hammer-Verlag, Wuppertal 2007).
- The Big Chiefs. 2007.
  - Big Chiefs; Dt. von Thomas Brückner, Peter-Hammer-Verlag, Wuppertal 2009, ISBN 978-3-7795-0231-9.
- Rafiki - Man Guitar. 2010.
  - Rafiki; Dt. von Thomas Brückner, Peter-Hammer-Verlag, Wuppertal 2014, ISBN 978-3-7795-0482-5.
- Christmas without Tusker. 2015.
  - Warten auf Tusker; Dt. von Jutta Himmelreich, Peter-Hammer-Verlag, Wuppertal 2017, ISBN 978-3-7795-0562-4.

### Weitere Werke
- Kill Me Quick (1973)
- Cockroach Dance (1979)
- Taste of Death (1975)
- Bread of Sorrow (1987)
- The Return of Shaka (1989)
- Jimi the Dog (1990)

## Preise
- Zahlreiche internationale Auszeichnungen, besonders in Großbritannien
- 1973: Jomo Kenyatta Award für Kill Me Quick
- 1982: Ehrende Anerkennung beim Adolf-Grimme-Preis für seinen Dokumentarfilm Zweimal Kenia (zusammen mit Hans-Josef Dreckmann)
- 1992: Deutscher Jugendliteraturpreis (für Kariuki und sein weißer Freund)
- 2001: Jomo Kenyatta Award für The Last Plague